# Pieve di San Pietro in Carnia
La Pieve di San Pietro è una chiesa sita nel comune di Zuglio, in provincia e arcidiocesi di Udine, sorta sulla preesistente ed antica cattedrale della diocesi di Zuglio, soppressa nel corso dell'VIII secolo.

## Storia
La chiesa è la più antica delle 11 storiche pievi della Carnia ed è considerata la chiesa madre, essendo stata sede vescovile della diocesi di Zuglio tra il IV e l'VIII secolo. È l'edificio religioso principale della Valle del But. È menzionata per la prima volta nell'808, quando sostituì la precedente basilica distrutta dagli Avari. 
L'edificio risale al 1312 costruito su preesistenti insediamenti e con varie modifiche successive.

## Descrizione
La chiesa è preceduta da un atrio in cui si vede una bifora romanica. Le fiancate sono rette da contrafforti , aggiunti all'inizio del XVI secolo, quando l'originale copertura a capriate venne sostituita da volte costolonate.

### Interno
Internamente la pieve si presenta a navata unica, con presbiterio rialzato e sacrestia retrostante, mentre la vecchia sacrestia è conservata a destra del presbitero. 
La struttura, dopo la costruzione nel 1312, venne rimaneggiata tra la fine del Quattrocento e l'inizio del Cinquecento: nel corso dei lavori si operò per l'aggiunta di una navata a meridione, progettata secondo i canoni gotici della precedente, sostituendo la parete imprigionata con due colonne in tufo; si doveva ricavare un pulpito verso la sagrestia con una scala che permettesse di salire nella costruenda sagrestia superiore e poi alzare la porta principale, rimodernare la tettoia e rimaneggiare il campanile. All'inizio del 1700 vennero eseguite ulteriori modifiche.
La chiesa con tutte le sovrastrutture del 1500-1600-1700, è divenuta un complesso asimmetrico assai interessante dal punto di vista architettonico. Importanti opere d'arte sono conservate in questa pieve: sculture di Domenico da Tolmezzo, staccate dall'altare maggiore durante i due furti avvenuti nel 1970 e 1981, straordinaria traduzione plastica di simili ancone dipinte del rinascimento veneziano.
Degna di nota la tela rappresentante la conversione di San Paolo (XVI-XVII secolo), opera legata a formule stilistiche proprie del Il Pordenone.
Interessante è pure la tela rappresentante la consegna delle chiavi a San Pietro di Giovanni Francesco Pellizzotti del 1791.
La scala in noce del 1740 conduce alla sagrestia superiore, affrescata nel 1582 da Giulio Urbanis di San Daniele del Friuli. Il ciclo affrescale ivi conservato, è uno tra i cinque ancora completamente originali ed integri, presenti in varie chiese del Friuli (tra le altre si ricordano: Fresis di Enemonzo, San Salvatore di Majano, Valle Rivalpo di Arta Terme e Dierico di Paularo). La statua di San Pietro, di artista tedesco del XV secolo, è una delle poche opere salvate dalla razzia dei ladri nel 1981.
L'altare della Madonna del Rosario è opera del pittore e intagliatore Giovanni Antonio Agostini del 1590.
Gli stalli del coro, del 1734, sono opera di Antonio Leschiutta da Zuglio.
Il Cristo ligneo del 1550, situato nell'architrave dell'arco principale, misura quasi due metri di altezza ed è opera di bottega nordica.
L'ancona lignea di Sant'Antonio Abate (1550), in stile rinascimentale, è racchiusa in due incorniciature barocche; viene attribuita a Gian Domenico Dall'Occhio di San Vito al Tagliamento.
Dietro all’altare sono visibili le finestrelle e le sinopie della parete.
Il battistero è formato da una coppa in pietra rossa, opera di artista ignoto del 1659, e da un tabernacolo ligneo realizzato da Vincenzo Comuzzo nel 1661. Allo stile gotico rimandano il portale e il portone: quest'ultimo, in ferro, è opera di Nicolò Jancilli di Tolmezzo del 1449. Di fianco all'ingresso l'organo, di stile barocco, ha sostituito il precedente del 1500.
Gli arredi scultorei della basilica paleocristiana riportati alla luce alla fine degli anni ottanta del XXI secolo, durante gli scavi condotti dall'Università degli Studi di Trieste, sono esposti nelle sale  del Civico Museo Archeologico Iulium Carnicum,  situato nel centro del comune. Il pianoro che s'incontra  ai piedi della pieve, ha una storia molto antica: ogni anno, nella ricorrenza dell'Ascensione, si svolge il rito del “Bacio delle Croci”: ciascuna chiesa, che un tempo faceva parte della giurisdizione della pieve di San Pietro, invita la sua croce astile ornata di nastri multicolori a rendere omaggio alla croce argentea trecentesca di bottega fiorentina della chiesa matrice. Segue la processione verso la pieve ove viene celebrata la santa messa alla presenza dell'arcivescovo di Udine, unitamente al parroco di Zuglio e ai parroci della Valle del But.

## Galleria d'immagini

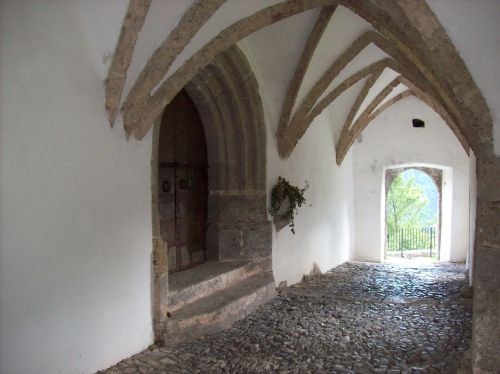
L'atrio
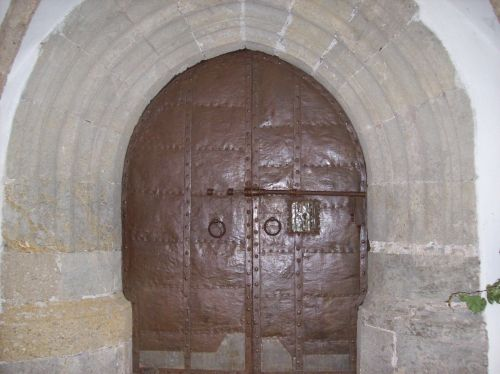
Il portale
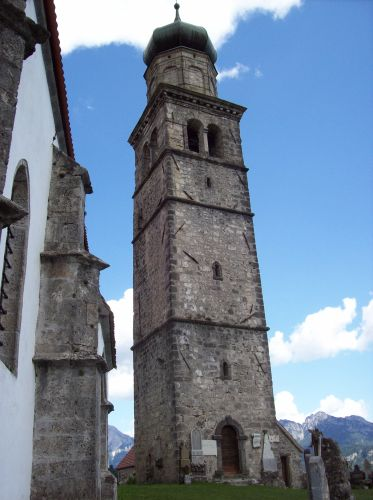
Il campanile